# John Ekels
John Ekels, född den 2 december 1940 i Jakarta i Indonesien, är en kanadensisk seglare.
Han tog OS-brons i soling i samband med de olympiska seglingstävlingarna 1972 i München.